# Exile Hill
Der Exile Hill, gelegentlich als Exile Peak bezeichnet, ist ein isolierter Hügel im Cassiar Land District im Nordwesten der kanadischen Provinz British Columbia. Er hat eine Höhe von 1890 m und ist Teil des Arctic Lake Plateau oder der benachbarten Spectrum Range, welche sich innerhalb des Tahltan Highland befinden.

## Geography
Der Exile Hill liegt etwa 60 km südöstlich der Gemeinde Telegraph Creek im Mount Edziza Provincial Park. Der Zugang zum Exile Hill ist per Flugzeug möglich, wenn die Landung auf dem Mess Lake oder dem Little Arctic Lake gestattet wird, die sich im Nordwesten bzw. im Südosten des Hügels befinden.
Der Exile Hill ist Teil des Mount Edziza Volcanic Complex, welcher aus diversen Landformen wie Schildvulkanen, Schichtvulkanen, Lavadomen und Schlackenkegeln besteht. Die vulkanischen Gesteine, aus denen der Hügel besteht, sind im Pliozän entstanden und werden in zwei geologische Formationen eingeteilt, die im zweiten magmatischen Zyklus des Mount Edziza Volcanic Complex abgelagert wurden. Basalt bildet die Nido-Formation, während die jüngere Spectrum-Formation aus Trachyt besteht. Nahegelegene vulkanische Objekte sind der Outcast Hill, der Tadekho Hill, der Kuno Peak, der Nahta Cone und die Wetalth Ridge.
Der Exile Hill hat eine Höhe von 1890 m und ist Teil des Arctic Lake Plateau oder der benachbarten Spectrum Range, welche im Süden des Mount Edziza Volcanic Complex liegen.:32,108 Der Vulkankomplex besteht aus einer Gruppe einander überlappender Schildvulkane, Schichtvulkane, Lavadome und Schlackenkegel, die in den vergangenen 7,5 Millionen Jahren entstanden.:124,125 Der Exile Hill erhebt sich über die Südseite des Mess Creek Valley und ist topographisch höher als seine Umgebung.:108 Das Terrain östlich des Exile Hill ist relativ eben, aber ansonsten ist es von vegetationsreichen Tälern umgeben. Der Tadekho Creek und der Nahta Creek fließen durch Täler nördlich bzw. südlich des Exile Hill; beide sind Nebenflüsse des Mess Creek.
Der Exile Hill ist von einer Reihe anderer Landformen innerhalb des Mount Edziza Volcanic Complex umgeben. Der Outcast Hill, etwa 5 km nordöstlich, ist ein Schlackenkegel auf einem Riedel zwischen dem Tadekho Creek im Süden und einem unbenannten Zufluss des Tadekho Creek im Norden. Etwa 5 km südöstlich des Exile Hill liegt der Tadekho Hill, ein nahezu kreisförmiger Vulkankegel, etwa 5 km nordwestlich des Little Arctic Lake.:200 Der Kuno Peak, etwa 10 km östlich gelegen, ist ein vergletscherter Berg am Westende des Kamms, der sich vom Westende der Spectrum Range aus erstreckt. Etwa 10 km südlich und südöstlich des Exile Hill liegen der Nahta Cone bzw. die Wetalth Ridge an der gegenüberliegenden Seite des Nahta Creek Valley.
Der Exile Hill liegt im Mount Edziza Provincial Park, der mit einer Fläche von 266.180 ha einer der größten Provincial Parks in British Columbia ist. Er wurde 1972 als „Schaufenster“ der vulkanischen Landschaft gegründet und erstreckt sich vom Mount Edziza im Norden bis zur Spectrum Range im Süden. Der Mount Edziza Provincial Park liegt im Tahltan Highland, einer südostwärts verlaufenden Hochebene an der Westseite des Stikine Plateau.:49

## Geologie

### Hintergrund
Als Teil des Mount Edziza Volcanic Complex liegt der Exile Hill in einem weiten Gebiet von Vulkanen und Lavaströmen, das als Northern Cordilleran Volcanic Province bezeichnet wird und sich vom Nordwesten von British Columbia nordwärts über die Provinz Yukon bis ins östlichste Alaska erstreckt.:1280–1284 Die dominanten Gesteine, aus denen diese Vulkane bestehen, sind Alkalibasalte und Hawaiite, wobei Nephelinit, Basanit sowie peralkaline Phonolith, Trachyt und Comendit lokal häufig sein können. Diese Gesteine wurden durch Vulkanausbrüche vor 20 Millionen Jahren bis wenigen hundert Jahren abgelagert. Als Ursache der vulkanischen Aktivität in der Northern Cordilleran Volcanic Province wird das Rifting der Nordamerikanischen Kordillere angenommen, welches durch Änderungen der relativen Plattenbewegung zwischen der Nordamerikanischen Platte und der Pazifischen Platte angetrieben wird.:1280

### Stratigraphie

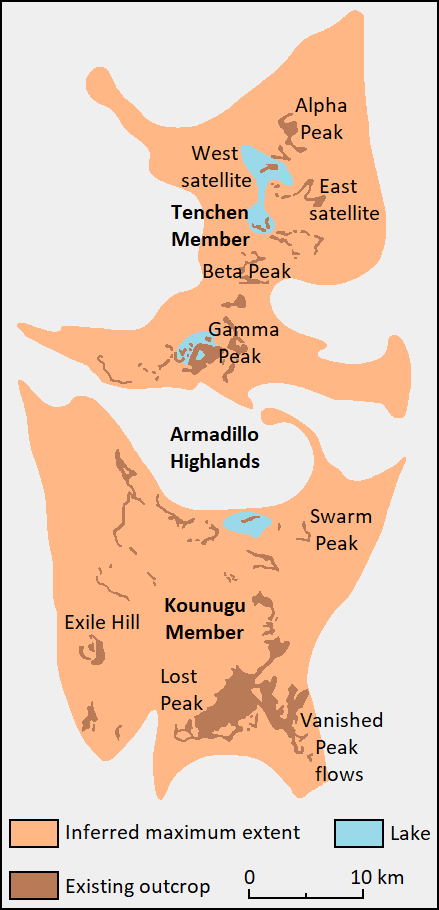
Paläogeologische Karte der Nido-Formation mit der Lage des Exile Hill am Ende der Nido-Zeit

Der Exile Hill besteht aus pliozänen vulkanischen Gesteinen, welche zwei geologische Formationen bilden, die beide durch Vulkanausbrüche im zweiten magmatischen Zyklus des Mount Edziza Volcanic Complex abgelagert wurden.:94,114,267 Die älteste geologische Formation, die 4,4 Millionen Jahre alte Nido-Formation, wird in zwei Schichtglieder (engl. member) eingeteilt; das Kounugu Member ist das Haupt-Schichtglied am Exile Hill.:267 Alkalibasalt, Hawaiit und Pikrit sind die Hauptgesteine, aus denen das Kounugu Member besteht; sie wurden von mindestens vier separaten vulkanischen Zentren ausgestoßen: vom Swarm Peak, dem Vanished Peak, dem Lost Peak und dem Exile Hill.:104 Die jüngste geologische Formation, die 3,1 Millionen Jahre alte Spectrum-Formation, besteht hauptsächlich aus Comendit, Pantellerit und pantelleritischem Trachyt, die vom Spectrum Dome und viel kleineren Flankenvulkanen wie dem Exile Hill ausgestoßen wurden.:120 Der Exile Hill ist das einzige eruptive Zentrum des Mount Edziza Volcanic Complex, das sowohl während der Nido- als auch der Spectrum-Eruptionsperiode aktiv war, aber die Menge der ausgestoßenen Lava bleibt unbekannt.:8–15,122

#### Nido-Formation
Die Entstehung des Exile Hill begann mit dem Ausbruch eines kleinen Schlackenkegels im äußersten Westen der umliegenden Hochebene.:11 Dieser Kegel wurde fast vollständig von jüngeren Lavaströmen aus dem Süden und dem Osten überlagert, aber mächtige Ablagerungen vulkanischer Bomben und agglutinierter Schlacken, die an der Südostflanke des Exile Hill exponiert sind, sind möglicherweise Überbleibsel dieses alten Kegels.:11,108 Als Quelle einer Serie basaltischer Lavaströme von bis zu 180 m Dicke wird ein dem Exile Hill benachbarter Schlot angenommen; sie sind in isolierten Härtlingen und in Klippen entlang des oberen Mess Creek Valley exponiert.:108
Basaltische Lavaströme des Exile Hill sind geomorphologisch und von der Zusammensetzung her diverser als die vom Swarm Peak und vom Vanished Peak stammenden. Der am tiefsten gelegene basaltische Lavastrom bildet die Basis des Exile Hill und ist mehr als 30 m dick, wogegen die höchstgelegenen Schotterströme nur wenige Meter stark sind. Die am tiefsten gelegenen basaltischen Lavaströme bestehen aus langen, gewundenen Säulen, die in umhüllten Clustern auftreten. Im Gegensatz dazu enthalten die hochgelegenen Ströme chaotisch angeordnete, blockartige Basaltsäulen oder stämmige, zu Kugeln verwitterte Säulen.:108
Der Basalt des Exile Hill wird von einer dicken Schicht Geröll überlagert, das hauptsächlich aus kugligen Objekten und Gesteinstrümmern besteht. Dieses Geröll besteht aus Rhyolith und Obsidian, welches wahrscheinlich vom Spectrum Dome im Osten stammt. Jack Souther kartierte 1992 das Geröll als Teil der Nido-Formation.:122

#### Spectrum-Formation

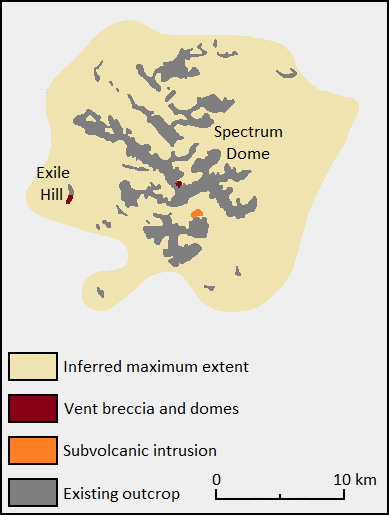
Paläogeologische Karte der Spectrum-Formation mit der Lage des Exile Hill am Ende der Spectrum-Eruptionsperiode

Die Westseite des Exile Hill enthält einen kleinen Schlotpfropfen aus dem Trachyt der Spectrum-Formation von etwa 100 m Höhe, der durch mindestens drei separate Lavaeruptionen entstand.:120,122 Dieser 213 m breite Pfropfen enthält hervorstehende senkrechte Stromschichten und ist von Brekzie umgeben, welche den Basalt der Nido-Formation durchdrungen hat.:120,122 Die Brekzie wurde bei einer explosiven Eruption abgelagert und besteht aus ungemein veränderten, rostigen Trachyt-Klasten in einer gelblich-braunen Matrix aus viel kleineren Brekzie-Partikeln.:120 Der Yeda Peak, etwa 8 km östlich des Exile Hill, war der Ort einer ähnlichen, aber viel stärkeren Eruption gegen Ende der Spectrum-Eruptionsperiode.:14,15
Eine ungefähr 100 m mächtige Serie trachytischer Lavaströme krönt den Gipfel des Exile Hill und überlagert die dicke Schicht aus Geröll, welche den Basalt der Nido-Formation bedeckt. Der Trachyt ist feinkörnig, von der Zusammensetzung her pantelleritisch und enthält 1–2 mm breite Einsprenglinge aus Feldspat. In Wechsellagerung zu diesen Lavaströmen gibt es Bänke aus pyroklastischem Material, welches Bomben, Schlacke und helle Trachyt-Blöcke enthält, die miteinander verschmolzen wurden.:122
Exponiert an der Südwestseite des Exile Hill gibt es eine kleine poröse Intrusion aus grünem Trachyt, die von Brekzie unterlagert wird. Es handelt sich um eine unregelmäßige Masse, die horizontale Schichten aus Lavaströmen enthält, was nahelegt, dass diese subvulkanische Intrusion höchstwahrscheinlich entstand, als trachytisches Magma seitwärts aus dem Domgebäude austrat und in den Basalt der Nido-Formation hinein kristallisierte.:120, 122

### Grundgebirge
Der Exile Hill wird von metasedimentären Gesteinen des Stikine-Terrans unterlagert, einer paläozoischen und mesozoischen Abfolge vulkanischer und sedimentärer Gesteine, welche im Jura an den Kontinentalrand von Nordamerika akkretiert wurde.:39,122:1281,1287 Der Großteil dieser Gesteine rund um den Fuß des Exile Hill ist mit Felsenmeer, Geschiebemergel sowie glazialen, fluvialen oder aus der Solifluktion stammenden Ablagerungen bedeckt. Die Nordwestseite des Exile Hill enthält aktive Schutthalden, wogegen die Südwest- und die Nordostseite des Hügels Ablagerungen aus Erdrutschen enthält, welche sich bis zum Grundgebirge erstrecken.

## Name und Etymologie
Der Name des Hügels wurde am 2. Januar 1980 durch die Geological Survey of Canada offiziell anerkannt und in die Karte 104G/15 des National Topographic System übernommen, nachdem er durch das Büro der BC Geographical Names vorgeschlagen wurde. Exile bezieht sich auf die Wetalth, eine Gruppe von sieben Menschen, die früher in diesem Gebiet lebten und durch die Tahltan vertrieben oder ausgebeutet wurden.:319 Der Nahta Cone, der Outcast Hill und die Wetalth Ridge sind gleichfalls aufgrund der Wetalth-Thematik benannt.:319,320 Der kanadische Vulkanologe Jack Souther bezeichnete den Exile Hill auf einer geologischen Karte in seinem Report The Late Cenozoic Mount Edziza Volcanic Complex, British Columbia von 1992 mit Exile Peak.:94

## Zugang
Alpine Lakes Air und BC Yukon Air sind die einzigen Charterfluggesellschaften mit einer Erlaubnis zum Zugang zum Gebiet des Exile Hill per Flugzeug. Privaten Flugzeugen ist das Landen im Gebiet ebenfalls erlaubt, wobei eine schriftliche Vollmacht des BC Parks Stikine Senior Park Ranger erforderlich ist, um auf dem Mess Lake und dem Little Arctic Lake zu landen, welche die nächstgelegenen Seen von angemessener Größe sind. Beide Seen liegen etwa 10 bzw. 7 km nordwestlich bzw. südöstlich des Exile Hill.